# دومينيك ريمون
دومينيك ريمون (بالفرنسية: Dominique Reymond)‏ هي ممثلة فرنسية، ولدت في 12 فبراير 1957 بجنيف في سويسرا.

## أعمال

### أفلام
- (1997) الارطماسيا[4]
- (2005) جحيم[5]
- (2012) وداعا ملكتي[6]

## وصلات خارجية
- دومينيك ريمون على موقع IMDb (الإنجليزية)
- دومينيك ريمون على موقع قاعدة بيانات الأفلام العربية
- دومينيك ريمون على موقع ألو سيني (الفرنسية)
- دومينيك ريمون على موقع ميوزك برينز (الإنجليزية)
- دومينيك ريمون على موقع أول موفي (الإنجليزية)
- دومينيك ريمون على موقع قاعدة بيانات الأفلام السويدية (السويدية)
- دومينيك ريمون على موقع قاعدة بيانات الفيلم (الإنجليزية)
- دومينيك ريمون على موقع كينوبويسك (الروسية)